# Schloss Kaisersberg

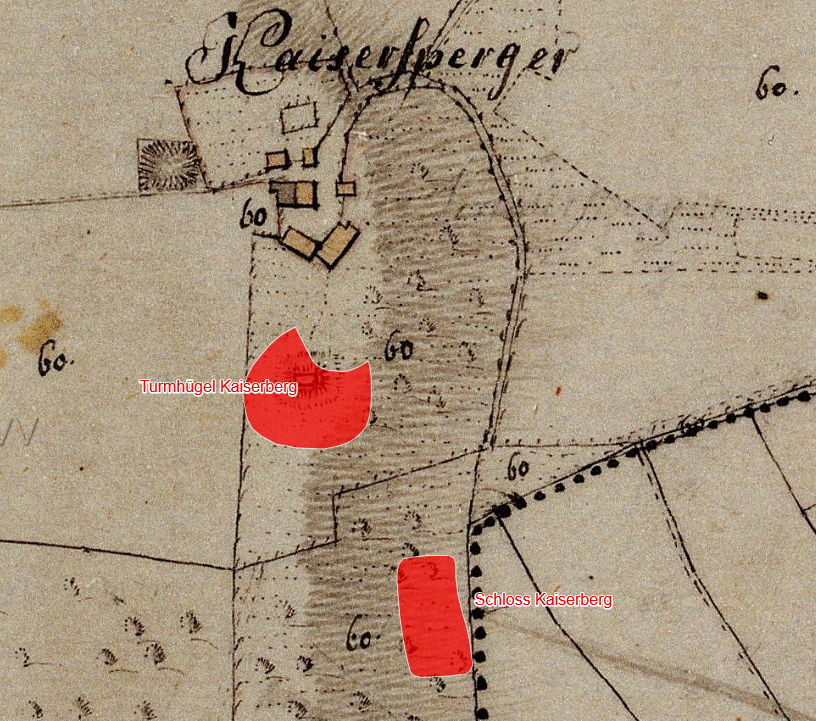
Lageplan von Schloss Kaisersberg auf dem Urkataster von Bayern

Das Schloss Kaisersberg war ein kleines Schloss in Kaisersberg bei Anzing, einer Gemeinde im oberbayerischen Landkreis Ebersberg. Die Einöde liegt etwa eineinhalb Kilometer südwestlich von Anzing. 

## Geschichte
1676 wurden die aus einer Münchner Händlerfamilie stammenden Franz Benedikt und Hans Benno Höger vom Kurfürsten Ferdinand Maria in den Adelsstand erhoben. Von 1633 bis 1783 hatte die Familie ihren Sitz in Anzing. Das Högerische Schloss mit Graben und Brücke stand am heutigen Westrand des Ortes. Daneben wurden die Höger-Kapelle errichtet und ein Schlößl am Kaisersberg. Das Schlößl am Kaisersberg war bereits vor 1800 verfallen.
Das abgegangene Schloss wird als Bodendenkmal unter der Aktennummer D-1-7837-0010 im Bayernatlas als „abgegangenes Schloss der frühen Neuzeit ("Kaisersberg")“ geführt.
Nordwestlich von der Schlossstelle befinden sich die Reste eines Turmhügels, die als Bodendenkmal unter der Aktennummer D-1-7837-0008 im Bayernatlas als „Turmhügel des hohen und späten Mittelalters ("Kaisersberg")“ geführt werden. 